# Roland Wetzig
Roland Wetzig (Oschatz, RDA, 24 de julio de 1959) es un deportista de la RDA que compitió en bobsleigh en la modalidad doble cuádruple.
Participó en dos Juegos Olímpicos de Invierno, obteniendo dos medallas en la prueba cuádruple, bronce en Lake Placid 1980 (junto con Horst Schönau, Detlef Richter y Andreas Kirchner) y oro en Sarajevo 1984 (con Wolfgang Hoppe, Dietmar Schauerhammer y Andreas Kirchner).
Ganó dos medallas de plata en el Campeonato Mundial de Bobsleigh, en los años 1982 y 1987, y tres medallas en el Campeonato Europeo de Bobsleigh entre los años 1981 y 1987.

## Palmarés internacional
| Juegos Olímpicos   | Juegos Olímpicos             | Juegos Olímpicos  | Juegos Olímpicos |
| Año                | Lugar                        | Medalla           | Prueba           |
| ------------------ | ---------------------------- | ----------------- | ---------------- |
| 1980               | Lake Placid (Estados Unidos) | Medalla de bronce | Cuádruple        |
| 1984               | Sarajevo (Yugoslavia)        | Medalla de oro    | Cuádruple        |
| Campeonato Mundial |                              |                   |                  |
| Año                | Lugar                        | Medalla           | Prueba           |
| 1982               | Sankt Moritz (Suiza)         | Medalla de plata  | Cuádruple        |
| 1987               | Sankt Moritz (Suiza)         | Medalla de plata  | Cuádruple        |
| Campeonato Europeo |                              |                   |                  |
| Año                | Lugar                        | Medalla           | Prueba           |
| 1981               | Igls (Austria)               | Medalla de bronce | Cuádruple        |
| 1985               | Sankt Moritz (Suiza)         | Medalla de plata  | Cuádruple        |
| 1987               | Cervinia (Italia)            | Medalla de oro    | Cuádruple        |